# Hartley (Texas)
Hartley es un lugar designado por el censo ubicado en el condado de Hartley en el estado estadounidense de Texas. En el Censo de 2010 tenía una población de 540 habitantes y una densidad poblacional de 29,92 personas por km².

## Geografía
Hartley se encuentra ubicado en las coordenadas 35°53′54″N 102°23′48″O / 35.89833, -102.39667. Según la Oficina del Censo de los Estados Unidos, Hartley tiene una superficie total de 18.05 km², de la cual 18.05 km² corresponden a tierra firme y (0.01%) 0 km² es agua.

## Demografía
Según el censo de 2010, había 540 personas residiendo en Hartley. La densidad de población era de 29,92 hab./km². De los 540 habitantes, Hartley estaba compuesto por el 85.93% blancos, el 0% eran afroamericanos, el 0.74% eran amerindios, el 0% eran asiáticos, el 0% eran isleños del Pacífico, el 12.04% eran de otras razas y el 1.3% pertenecían a dos o más razas. Del total de la población el 38.89% eran hispanos o latinos de cualquier raza.